# 瑪莉·里昂
瑪莉·弗朗西丝·里昂（英語：Mary Frances Lyon，1925年5月15日—2014年12月25日），英國遺傳學家，英國皇家學會院士與美國國家科學院外籍院士。主要的研究對象，是輻射等因子對遺傳學突變的影響以及應用。她在1961年對X染色體的失活提出描述，以里昂假說解釋為何哺乳動物會擁有失去活性的X染色體，此現象也以她為名，稱為「里昂化作用」（Lyonization）。

## 童年及求學
瑪莉·里昂在1925年5月15日出生於英國的諾里奇，父母是公務員及學校老師。
瑪莉·里昂在伯明罕的文法學校求學，在二次大戰時，瑪莉·里昂進入劍橋大學格頓學院就讀，主修動物學、並攻讀生理學，有機化學及生物化學。後來瑪莉·里昂對胚胎學產生興趣，在劍橋的基因學教授羅納德·費雪門下攻讀博士學位，在唸博士時瑪莉·里昂搬到了爱丁堡。

## 研究
在取得博士學位後，瑪莉·里昂在爱丁堡大学加入了康拉德·哈尔·沃丁顿的團隊，這個團隊是由英國醫學研究會贊助，研究基因突變產生及輻射對基因的風險。1955年時她的團隊搬到位在哈韦尔的英國醫學研究會放射生物學中心。瑪莉·里昂發表了許多有關輻射及化學突變產生以及突變基因研究的論文，在1962至1987年間是英國醫學研究會放射生物學中心中基因部門的負責人。瑪莉·里昂已於1990年退休。

## X染色體去活化
瑪莉·里昂在1961年研究輻射的潛在危害時，發現了X染色體去活化，這也是她最為大家所知的研究，稱為「里昂化作用」（Lyonization）。她的研究主要是針對X染色體的基因控制機制，說明為何有許多健康的婦女，其體內帶有會導致疾病的性聯基因，但卻沒有症狀。像杜興氏肌肉營養不良症就是一種和X染色體有關的性聯遺傳病。瑪莉·里昂也在老鼠的T复合物受体以及哺乳類的基因研究上有許多貢獻。

## 榮譽
瑪莉·里昂是皇家学会的院士，美國國家科學院的外國院士，美國文理科學院的外國榮譽院士。在1994年獲得人類基因學的Mauro Baschirotto獎，1997年因為她提出有關哺乳類X染色體隨機性不活化的假說，獲得沃爾夫醫學獎，同年她也因為哺乳類性基因研究，獲得艾默里奖。2004年獲得出生缺陷基金会（March of Dimes）的發展生物學獎，2006獲得洛克菲勒大學的珀尔·美斯特·格林加德奖。

## 奬項
- 1973年獲選為英國皇家学会院士[3]。
- 1979年獲選為美國國家科學院外籍院士。
- 1984年獲得皇家学会的皇家獎章。
- 1994年獲得人類基因學的Mauro Baschirotto獎。
- 1997年獲得沃爾夫醫學獎及艾默里奖（英语：Amory Prize）。
- 2004年獲得出生缺陷基金会（March of Dimes）的發展生物學獎。
- 2006年獲得珀尔·美斯特·格林加德奖（英语：Pearl Meister Greengard Prize）

## 腳註
1. 1 2  Peter Harper. . Genetics and Medicine Historical Network, Cardiff University. 11 October 2004  [2014-07-26]. （原始内容存档于2015-09-24）.
2. ↑  Mary F. Lyon. . Cell (Cell Press). 1986, 44 (2): 357–363  [2014-07-26]. doi:10.1016/0092-8674(86)90770-1. （原始内容存档于2014-03-05）.
3. ↑   (PDF).   [2014-07-23]. （原始内容存档 (PDF)于2019-02-02）.

## 著作
Gene Action in the X-chromosome of the Mouse (Mus musculus L.) Nature 190, 372 - 373 (22 April 1961).

## 外部連結
- Royal Society citation Archive.today的存檔，存档日期2012-12-23
- Photograph Archive.today的存檔，存档日期2012-12-23
- Entry in Who named it? （页面存档备份，存于）